# Descalabrado
Descalabrado es un barrio ubicado en el municipio de Santa Isabel en el estado libre asociado de Puerto Rico. En el Censo de 2010 tenía una población de 4138 habitantes y una densidad poblacional de 157,94 personas por km².

## Geografía
Descalabrado se encuentra ubicado en las coordenadas 17°59′53″N 66°25′24″O / 17.99806, -66.42333. Según la Oficina del Censo de los Estados Unidos, Descalabrado tiene una superficie total de 26.2 km², de la cual 18.62 km² corresponden a tierra firme y (28.91%) 7.58 km² es agua.

## Demografía
Según el censo de 2010, había 4138 personas residiendo en Descalabrado. La densidad de población era de 157,94 hab./km². De los 4138 habitantes, Descalabrado estaba compuesto por el 77.69% blancos, el 16.26% eran afroamericanos, el 0.34% eran amerindios, el 0.02% eran asiáticos, el 0.02% eran isleños del Pacífico, el 4.11% eran de otras razas y el 1.55% pertenecían a dos o más razas. Del total de la población el 99.61% eran hispanos o latinos de cualquier raza.